# 哈利·馬可維茲
哈利·馬克思·馬可維茲（英語：Harry Max Markowitz，1927年8月24日—2023年6月22日），生於美國伊利諾州芝加哥市，美國著名經濟學家，芝加哥經濟學派的一員，專長於金融經濟學，現代投資組合理論的開創者。他與赫布·卡爾（Herb Karr）在1962年創立了加利福尼亞信息中心公司。

## 生平
馬可維茲的父母莫里斯·馬可維茲（Morris Markowitz）與米爾德里德·馬可維茲（Mildred Markowitz），都是猶太人。馬可維茲在芝加哥市出生、長大，大學就讀芝加哥大學，在此獲得碩士與博士學位。
馬可維茲的博士論文主題，選擇以數學來分析股票市場。
2023年6月22日于美国加利福尼亚州去世。

## 學術榮譽
哈利·馬可維茲为1989年約翰·馮·紐曼理論獎（John von Neumann Theory Prize）与1990年諾貝爾經濟學奬得主。